# Microrregión de Guarabira
La microrregión de Guarabira es una de las microrregiones del estado brasileño de Paraíba perteneciente a la mesorregión Agreste Paraibano. Su población fue estimada en 2007 por el IBGE en 163.264 habitantes y está dividida en catorce municipios. Posee un área total de 1.289,506 km².

## Municipios
- Alagoinha
- Araçagi
- Belém
- Caiçara
- Cuitegi
- Duas Estradas
- Guarabira
- Lagoa de Dentro
- Logradouro
- Mulungu
- Pilõezinhos
- Pirpirituba
- Serra da Raiz
- Sertãozinho

- Datos: Q920514